# Sergio Galarza
Sergio Daniel Galarza Soliz, né le 25 août 1975 à La Paz, est un footballeur bolivien qui évolue au poste de gardien de but.

## Carrière
Fils du gardien international bolivien Luis Esteban Galarza, Sergio Galarza commence sa carrière professionnelle au Real Santa Cruz, faisant partie, pendant trois saisons, de l'équipe première jouant en deuxième division bolivienne. Sélectionné pour la Copa América 1999, la sélection bolivienne se fait sortir dès le premier tour. Conservé pour la Coupe des confédérations 1999, il est remplaçant, pendant toute la compétition, de José Carlos Fernández. Il devra attendre 2000 pour disputer son premier match pour la Bolivie.
Ensuite, il quitte le Real pour le club voisin du Blooming Santa Cruz ou Club Blooming. Il dispute treize matchs, occupant le poste de remplaçant de Carlos Erwin Arias. Galarza ne reste qu'une seule saison, signant pour le Club Bolívar en 2001. Cependant, il reste deuxième dans la hiérarchie des gardiens, secondant Luis Gatty Ribeiro. Il remporte sa première coupe, la Coupe de Bolivie.
En 2002, le gardien bolivien rejoint le Club Deportivo Jorge Wilstermann. Pendant deux ans, il est le remplaçant d'Hugo Suárez avant de prendre le poste de titulaire en 2004. Galarza conserve cette place pendant deux saisons, glanant la Copa Aerosur et faisant son retour dans une compétition internationale après avoir été sélectionner pour la Copa América 2004. Mais il ne joue aucun match.
Galarza joue son premier match en équipe nationale, depuis cinq ans, en 2005. Il s'engage avec l'Oriente Petrolero où il est défini comme le numéro un. Sélectionné pour la Copa América 2007, il joue les deux premiers matchs comme titulaire avant de revenir sur le banc pour la dernière rencontre. La Bolivie est, une nouvelle fois, éliminé dès les phases de poules. Sergio ne remporte rien en quatre saisons avec l'Oriente et décide de quitter le club après la saison 2009.
Après une année au Guabirá Montero où il remporte une deuxième Copa Aerosul, il décide de revenir au Club Blooming, où il fait trois années dépourvues de tout trophée. Il décide de partir en deuxième division et de rejoindre le Sport Boys Warnes en 2013.

## Palmarès
- Vainqueur de la Coupe de Bolivie en 2001 (avec Blooming)
- Vainqueur de la Copa Aerosul en 2004 (avec Jorge Wilstermann) et en 2010 (avec Guabirá Montero)